# Castorocauda lutrasimilis
La castorocauda (Castorocauda lutrasimilis) è un parente estinto dei mammiferi appartenente al gruppo dei docodonti, vissuto nel Giurassico medio (circa 164 milioni di anni fa). I suoi resti sono stati rinvenuti in Cina.

## Classificazione
I sedimenti noti come “letti di Daohugou”, nella Mongolia Interna, hanno restituito il fossile eccezionale di questo animale, che possedeva caratteristiche simili a quelle di mammiferi attuali come la lontra, il castoro (da qui il nome scientifico) e l'ornitorinco. Queste somiglianze, quindi, sono un esempio di convergenza evolutiva.
La castorocauda non è considerata un vero e proprio mammifero (Ji et al., 2006), ma un membro dei docodonti, un gruppo di mammaliaformi primitivi che non hanno lasciato discendenti. Secondo le moderne analisi cladistiche i mammiferi comprendono invece i tre gruppi attuali (monotremi, marsupiali e placentati) e i loro antenati comuni.
Tra i docodonti, la castorocauda potrebbe essere strettamente imparentata con Krusatodon e Simpsonodon dell'Europa. Questa parentela potrebbe essere una prova del fatto che Europa e Asia, nel Giurassico medio, fossero soggette a un interscambio faunistico. Qualche milione di anni dopo, i due continenti sarebbero stati separati dallo stretto di Turgai.

## Un fossile eccezionale
I paleontologi, solitamente, non hanno possibilità di studiare le parti soffici degli animali estinti per comprenderne l'anatomia e le caratteristiche, e si limitano a fare supposizioni basandosi su ossa, denti e tracce fossili. Il fossile di castorocauda scoperto nel 2004, però, è una mirabile eccezione a questa situazione. La scoperta è stata riportata sul giornale Science da parte di un gruppo di scienziati capitanati da Qiang Ji dell'Università di Nanchino. Il fossile era così ben conservato da mostrare un'importantissima caratteristica: i peli. Si è così avuta la dimostrazione che non solo i mammiferi propriamente detti, ma anche i loro parenti primitivi come i docodonti erano dotati di peli. Il fossile di Castorocauda, inoltre, mostra una folta pelliccia a più strati.
Il fossile conserva anche i minuscoli ossicini dell'orecchio medio e alcune aree limitrofe; le caratteristiche di queste ossa dimostrano che i docodonti erano imparentati solo alla lontana con i mammiferi; rispetto ad altri gruppi come i morganucodonti e i sinoconodonti, però, i docodonti erano più evoluti. I mammiferi sembrano essersi originati da una forma come Hadrocodium, del Giurassico inferiore della Cina.

## Adattamenti alla vita acquatica
Il nome Castorocauda deriva dal latino “castor” (castoro) e “cauda” (coda), mentre l'epiteto specifico lutrasimilis deriva da “lutra” (lontra) e “similis” (simile). La coda era larga e ricoperta di scaglie sparse in mezzo a una pelliccia meno folta e lunga che nel resto del corpo.

### Tra la lontra e il castoro
La coda della castorocauda era molto simile a quella dei moderni castori, e presumibilmente veniva utilizzata per la locomozione sott'acqua. Le vertebre caudali erano appiattite in modo simile a quelle dei castori e delle lontre. Sono inoltre presenti impronte di pelle tra le dita, il che fa supporre che questo animale possedesse zampe palmate.
Le caratteristiche delle zampe suggeriscono che queste potrebbero essere state utilizzate per scavare. Le zampe anteriori sono robuste e possiedono un olecrano ingrossato e altri processi per l'inserzione di potenti muscoli. In generale, le zampe assomigliano a quelle dell'odierno ornitorinco, un animale nuotatore dalle abitudini scavatrici. Anche altri docodonti, come Haldanodon, erano animali fossori, così come il mammifero primitivo Fruitafossor.

### Denti per pescare
I docodonti possiedono denti molto particolari, e anche quelli della castorocauda possiedono le caratteristiche del gruppo. Tuttavia la dentatura di questo animale differisce notevolmente da quella degli altri docodonti per alcuni particolari, presumibilmente per una differenza di dieta. La maggior parte dei docodonti possiede denti specializzati per una dieta onnivora, mentre quelli della castorocauda sembrerebbero quelli di un animale piscivoro: i primi due molari hanno cuspidi in una fila dritta (così da eliminare la funzione triturante che avevano acquisito negli altri docodonti): probabilmente venivano usati per trattenere, e non per masticare.
Questa caratteristica delle tre cuspidi una in fila all'altra sembra ancestrale in molti gruppi di mammaliaformi primitivi (come i triconodonti), ma quasi sicuramente nella castorocauda è un carattere derivato. Questi molari, inoltre, sono ricurvi verso l'interno, in modo da trattenere prede scivolose; una dentatura simile è presente nei mesonichidi, un gruppo estinto di ungulati carnivori, e (in misura minore) nei pinnipedi.

## Dimensioni
L'animale pesava probabilmente circa 800 grammi e poteva raggiungere una lunghezza di circa 45 centimetri. Ciò fa della castorocauda il più grande mammaliaforme del Giurassico, di dimensioni superiori a Sinoconodon, pesante forse 500 grammi.

## Importanza della scoperta
La scoperta della castorocauda è il primo segno di adattamento acquatico da parte di uno stretto parente dei mammiferi nell'era dei dinosauri, e porta indietro di 110 milioni di anni fa questo adattamento. Sulla base dei resti fossili, i mammiferi non hanno più prodotto forme acquatiche fino all'Eocene, circa 50 milioni di anni fa, con la comparsa dei primi cetacei.
Si pensava, inoltre, che fino all'estinzione dei dinosauri al termine del Cretaceo tutti i mammiferi fossero minuscoli e poco specializzati; questa nozione è stata ora riveduta e corretta, dopo la scoperta di grosse forme predatrici di dinosauri (Repenomamus), simili a talpe (Fruitafossor), “volanti” (Volaticotherium) e simili a lontre (Castorocauda).